# Carcoforo
Carcoforo (Kirchof in walser, Carcòfo in piemontese) è un comune italiano di 72 abitanti della Val Sermenza, valle laterale della Valsesia, nella provincia di Vercelli, in Piemonte, fondato da coloni walser. A un'altitudine di 1 304 metri sul livello del mare, si trova in Val d'Egua, attraversata dall'omonimo torrente.
Nel 1991 è risultato, secondo la rivista Airone, il villaggio ideale d'Italia.

## Geografia

### Territorio
Una parte del territorio comunale di Carcoforo è compresa entro i confini del Parco naturale Alta Valsesia. Quello di Carcoforo è un ambiente aperto, luminoso, attraversato dal torrente Egua e circondato da alte catene montuose che lo dividono a est da Fobello, a nord da Macugnaga, a ovest da Rima. Sono particolarmente alte e articolate quelle che ne chiudono la visuale verso ovest in direzione del Monte Rosa.

### Orografia
Tra le cime principali dell'area il Pizzo Quarazzolo (2 802 m) è la più elevata, seguita dalla bellissima cima del Pizzo Montevecchio (2 789 m) e dal Palone del Badile (2 707 m e 2 685 m). Le altre si dispongono in un grandissimo semicerchio e culminano con l'Orello del Sajonchè (2 655 m), il Pizzo Tignaga (2 653 m) e il Pizzo della Moriana (2 631 m). Attraverso il colle della Bottigia (2 607 m) si scende a Macugnaga e si gode di uno dei panorami più grandiosi sul Monte Rosa. A 1 685 m si trova il rifugio "Paolo Majerna" costruito dal CAI del comune lombardo di Boffalora sopra Ticino che presenta l'unica piazzola per l'elisoccorso locale.

## Storia
Le prime tracce di Carcoforo nella storia si trovano all'interno di un'antica pergamena conservata oggi nell'Archivio di Stato di Varallo che risale al 1383 dove si fa riferimento a un'Alpe Carchoffeni. L'alpeggio in quegli stessi anni venne colonizzato dai Walser che trasformarono quello che era un piccolo punto di sosta per gli allevatori ai pascoli in vero e proprio insediamento permanente.
In paese spicca ancora oggi la mole e l'aguzzo campanile della chiesa parrocchiale di Santa Croce, le cui forme attuali risalgono al 1729. Nei pressi della chiesa vi è l'arco di buona accoglienza, eretto nel 1743. Poco più in basso, verso l'imbocco per il fondovalle, la Chiesa del Gabbio Grande del 1759 con all'interno affreschi dell'Orgiazzi ed una statua della Madonna della Neve. Quest'ultima è legata a una leggenda: alcuni pastori, trovata la sacra immagine nei pressi del colle d'Egua, decisero di portarla nelle loro case lontano dalla valle. Ma giunti poco oltre il paese, la stessa si fece improvvisamente pesante, rendendo impossibile il suo trasporto. Fu un segnale interpretato come volontà della Madonna di dimorare in quel sito. E così lì venne lasciata, custodita nella chiesetta ancora oggi visibile.
Due alluvioni distrussero gran parte delle abitazioni di Carcoforo, la prima nel 1755 (alla quale è legata la leggenda locale della Fata della Pietra Grossa) e la seconda nel 1882. Nel dicembre del 1863, invece, un incendio rase al suolo un terzo delle abitazioni del paese.
Un'altra leggenda ci parla anche dell'uomo selvaggio che abitava gli ultimi casolari verso il Colle d'Egua e da lì sentenziava una grande verità: "Se piove piove, se fiocca, fiocca, ma se fa vento fa cattivo tempo".

### Simboli
Lo stemma e il gonfalone del comune di Carcoforo sono stati concessi con decreto del presidente della Repubblica del 2 settembre 1959. Lo stemma è d'azzurro, al monte roccioso di tre cime, fondato in punta e sormontato da un'aquila di nero che trattiene fra gli artigli un brandello di carne.
Il gonfalone è un drappo di azzurro.

## Monumenti e luoghi di interesse
- Chiesa Parrocchiale di Santa Croce: consacrata nel 1618, papa Paolo V concesse una particolare benedizione di cui si ha perenne ricordo in un'iscrizione "altare privilegiato". Sovrapposta all'altare si trova una magnifica ancona dorata d'epoca barocca di scultore valsesiano, con crocifisso dipinto su tela. Lungo la navata si possono ammirare i quadri rappresentanti la Via Crucis del Peracino, restaurati intorno al 1950 dal Rappa, pittore originario di Carcoforo. Due le cappelle laterali: una dedicata alla Madonna, con dipinto dell'Avondo, l'altra dedicata a San Marco e recentemente restaurata. L'organo risalente al 1841, opera di un famoso organaro di Sabbia, Bartolomeo Gippa. Collocato in cantoria, presenta cassa lignea con decorazione policroma;
- Chiesa della Madonna del Gabbio: l'attuale chiesa venne edificata nel 1700 sul luogo di una originaria piccola cappella che venne seriamente danneggiata da una alluvione, che non provocò danni alla statua della Madonna. I carcoforesi allora le dedicarono una nuova Chiesa, un po' più arretrata rispetto al torrente. La Chiesa fu costruita grazie all'aiuto di numerosi benefattori fra cui, primo fra tutti, Emiliano Agnesetti. Nella navata centrale si possono ammirare bellissime pitture dell'Orgiazzi, mentre all'esterno il dipinto della Madonna è stato ripreso nel novecento dal prof. Emilio Contini di Varallo;
- Chiesa della Madonna delle Grazie: costruita nel 1667 con un'unica navata centrale e due cappelle laterali dedicate a San Giuseppe e a Sant'Antonio. La prima presenta un pregiato altare in legno, la seconda un altare in stucco;
- Arco della Buona Accoglienza eretto nel 1734 sulla vecchia mulattiera;
- Oratorio della Madonna della Pace;
- Chiesetto delle Torbe;
- Chiesetto Egua;
- Museo Naturalistico del Parco Naturale Alta Valsesia: in frazione Tetto Minocco, allestito all'interno di una tipica casa Walser restaurata, si propone di approfondire le tematiche all'ambiente e alla cultura locale. Carcoforo è uno dei poli dell'Ecomuseo della Valsesia distribuito in diverse località della valle;
- Torbe: edifici rurali in legno tardo medievali che risalgono al periodo di fondazione dell'insediamento. La parte superiore dell’abitato fu interessata dall'incendio del 28 dicembre 1863. Tutte le case distrutte furono ricostruite completamente in pietra e due edifici risparmiati dal fuoco furono ammantati da un rivestimento litico, al cui interno è ancora osservabile la struttura in legno (torbe mascherate);
- Meridiani e affreschi all'interno del paese, tra cui la meridiana dell’antica osteria del Monte Moro. Altre meridiane si trovano sulla chiesa della Madonna delle Grazie e una, ora visibile solo in parte, su una casa in mezzo alla Villa. Tra le opere visibili sulle abitazioni del paese da segnalare l’affresco opera di Eugenio Rappa sulla facciata di casa Cantore. Un affresco del 1745 raffigurante la Madonna che schiaccia il serpente, è ben visibile in una facciata dell’antica casa Molino che si affaccia sulla piazza delle Mule. Soprastante l’ingresso del cortile della casa parrocchiale vi si trova un affresco con scena bucolica risalente alla metà circa del Settecento;
- Frasso del vote: esemplare di Fraxinus excelsior di età superiore ai 250 anni e circonferenza alla base di 540 cm, riconosciuto come monumentale dalla Regione Piemonte. Tale esemplare veniva già citato da un viaggiatore inglese in una sua cronaca della metà dell'Ottocento rilevandone anche allora la sua significativa presenza.

### Parco naturale Alta Valsesia
Parte del territorio comunale è tutelata dal parco naturale dell'Alta Val Sesia e dell'Alta Val Strona, una tra le aree protette italiane che raggiungono maggiori altitudini.

### Le miniere
È documentato lo sfruttamento di miniere aurifere dalla seconda metà del 1600 alla fine del 1800, sono tuttora visibili gli imbocchi di alcune gallerie in località Badile, i ruderi dei ricoveri dei minatori e i siti di lavorazione del materiale estratto.

## Società

### Evoluzione demografica
È stato considerato in passato il comune italiano con il minor numero di abitanti in assoluto, ruolo che tuttora ha Morterone in provincia di Lecco.
Abitanti censiti

### Etnie e minoranze straniere
Secondo i dati ISTAT al 31 dicembre 2010 la popolazione straniera residente era di una persona di nazionalità ucraina.

### Lingue e dialetti
Carcoforo era in passato un'isola linguistica walser. La lingua dei Walser è una particolare variante del dialetto tedesco meridionale, chiamata "altissimo alemanno", ed è molto simile al dialetto svizzero tedesco nella sua forma più arcaica: il titzschu in Valsesia è una delle sue tre varianti ancora esistenti in Italia. Attualmente la lingua walser non è più parlata a Carcoforo.

## Turismo

### Sport estivi e invernali
Vengono praticati alpinismo, arrampicata sportiva, trekking con svariati livelli di difficoltà, pesca sportiva, pattinaggio su ghiaccio, sci alpinismo sui colli del circondario e mountain-bike.
La pista per lo sci di fondo è omologata per gare a livello nazionale e dispone di tre piste ad anello:
Anello n.1 - Pista Blu -  1 km, difficoltà facile
Anello n.2 - Pista Rossa - 2 km, difficoltà media
Anello n.3 - Pista Nera - 5 km, difficoltà difficile
Nel centro sportivo sono presenti: campo di calcio, campo da tennis, campo da pallavolo, pista pattinaggio su ghiaccio.

### Campeggio
Poco prima dell'ingresso del comune è presente un'attrezzata e rinomata area camper e pic-nic.

## Amministrazione
| Periodo        | Periodo        | Primo cittadino    | Partito      | Carica  | Note |
| -------------- | -------------- | ------------------ | ------------ | ------- | ---- |
| ?              | ?              | Giovanni Quazzola  | Lista civica | Sindaco |      |
| 1975           | 2004           | Vittorio Bertolini | Lista civica | Sindaco |      |
| 16 aprile 2004 | 27 maggio 2019 | Marino Sesone      | Lista civica | Sindaco |      |
| 27 maggio 2019 | in carica      | Vittorio Bertolini | Lista civica | Sindaco |      |

## Galleria d'immagini

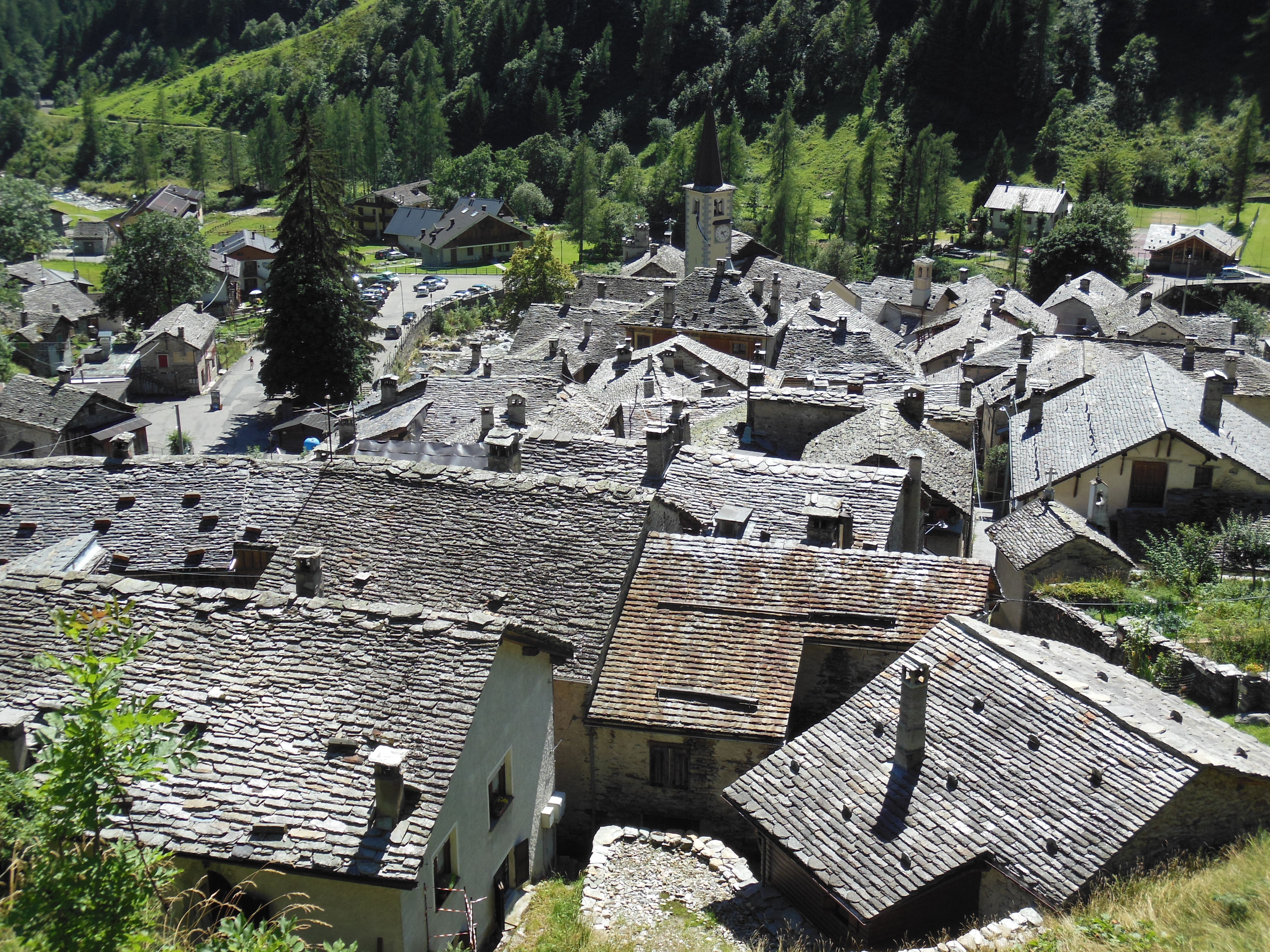
Panorama
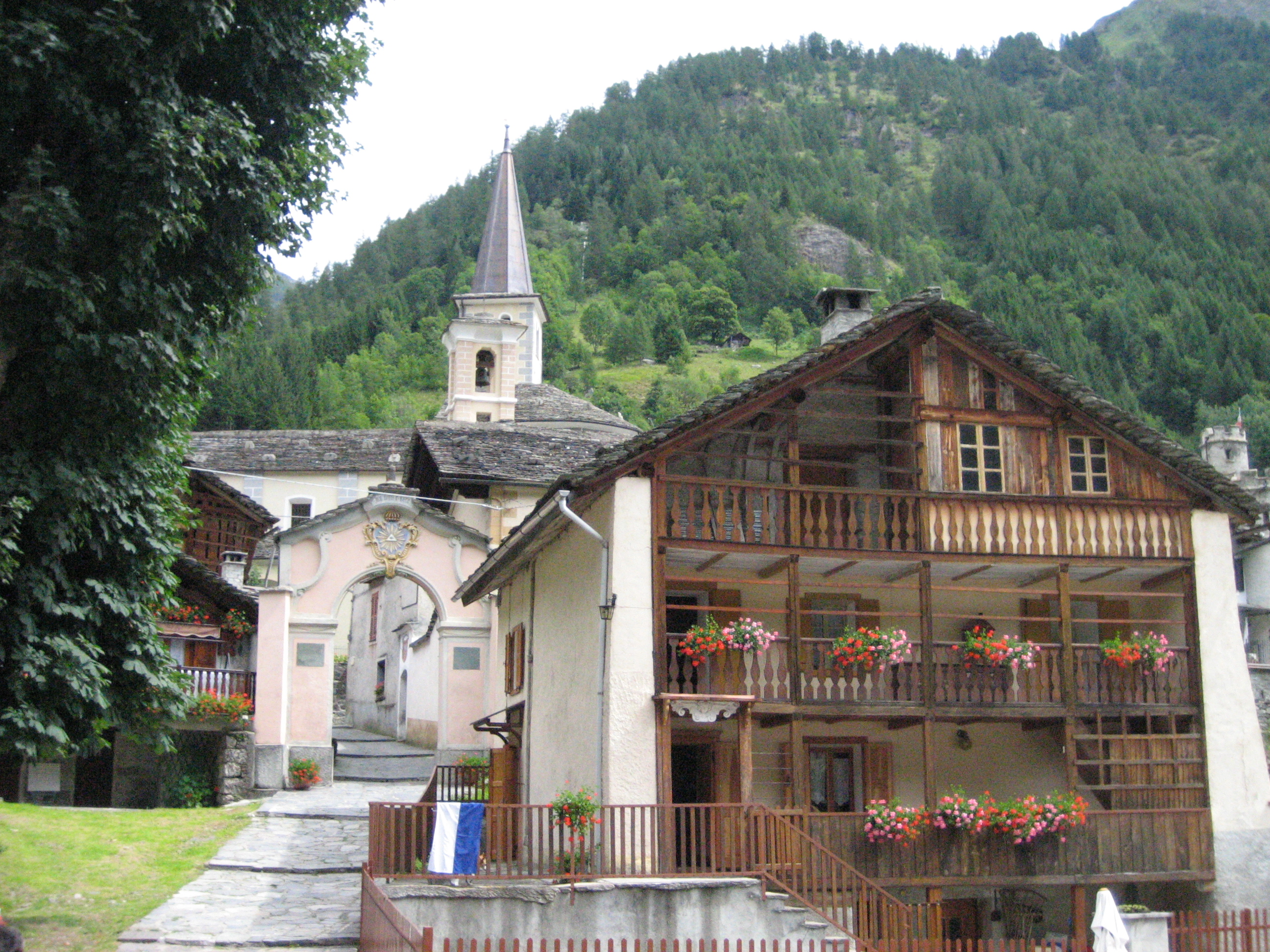
Ingresso paese con l'Arco della Buona Accoglienza
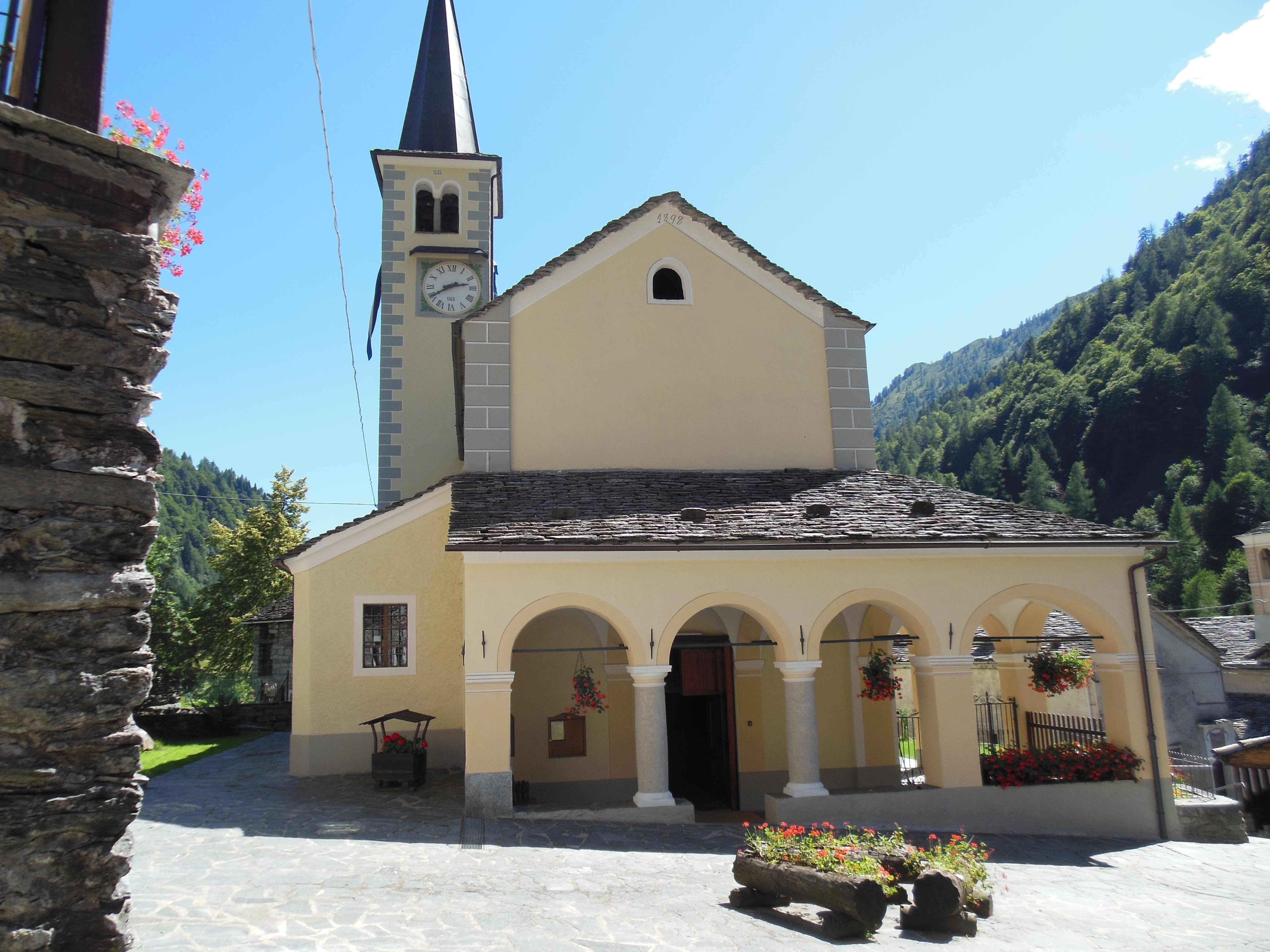
Chiesa Parrocchiale di Santa Croce
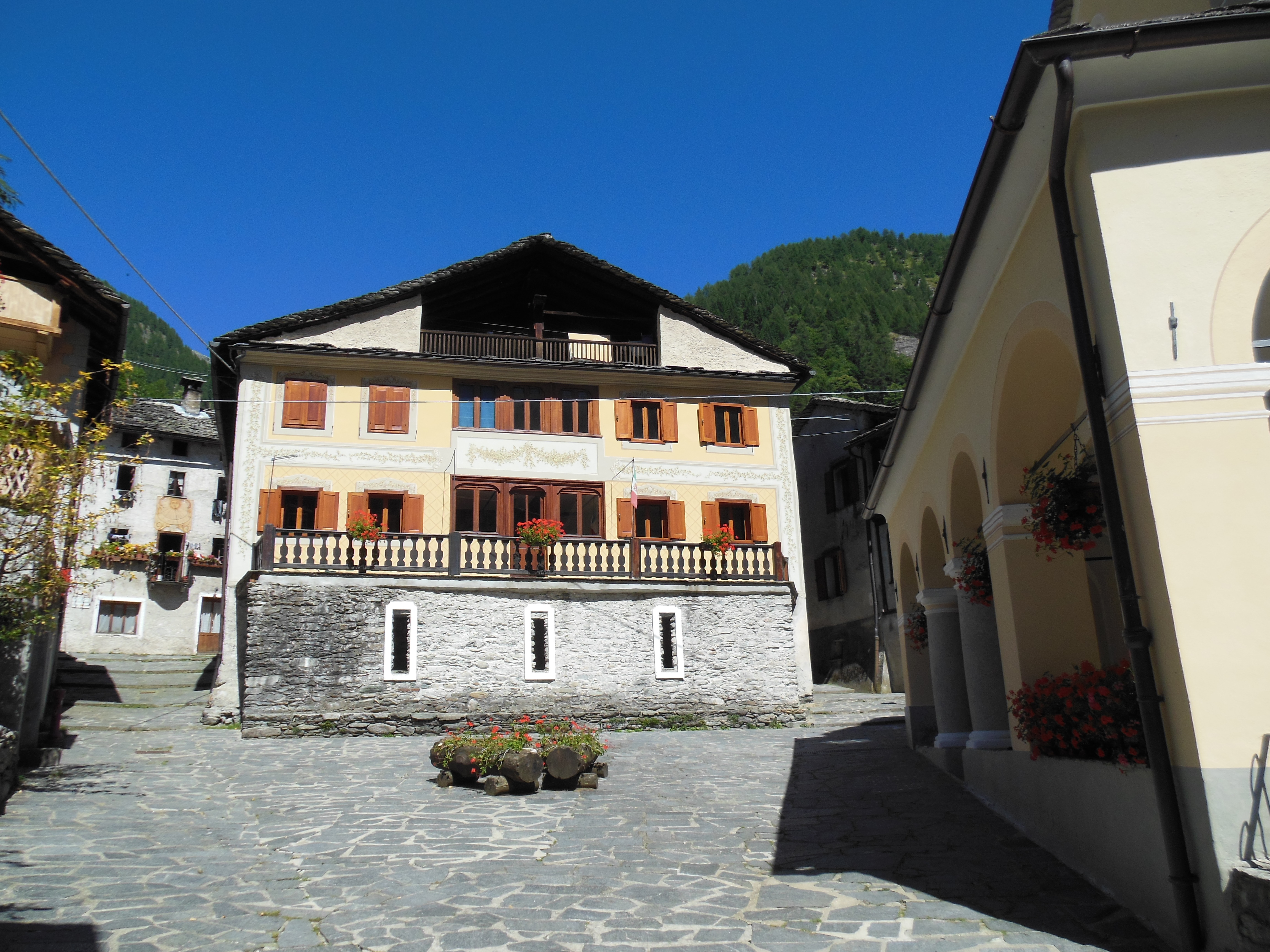
Piazza della Chiesa Parrocchiale
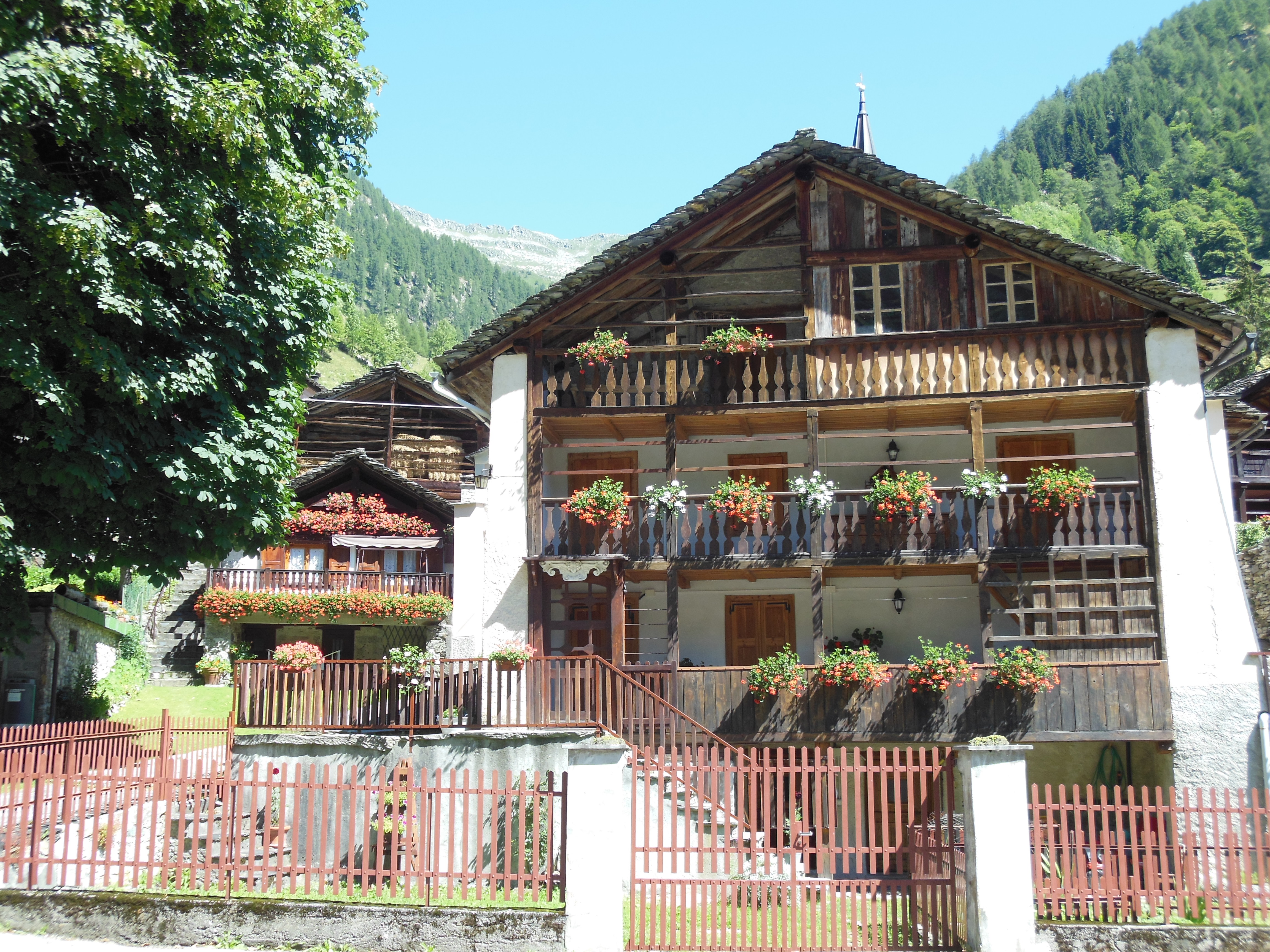
Ingresso del paese
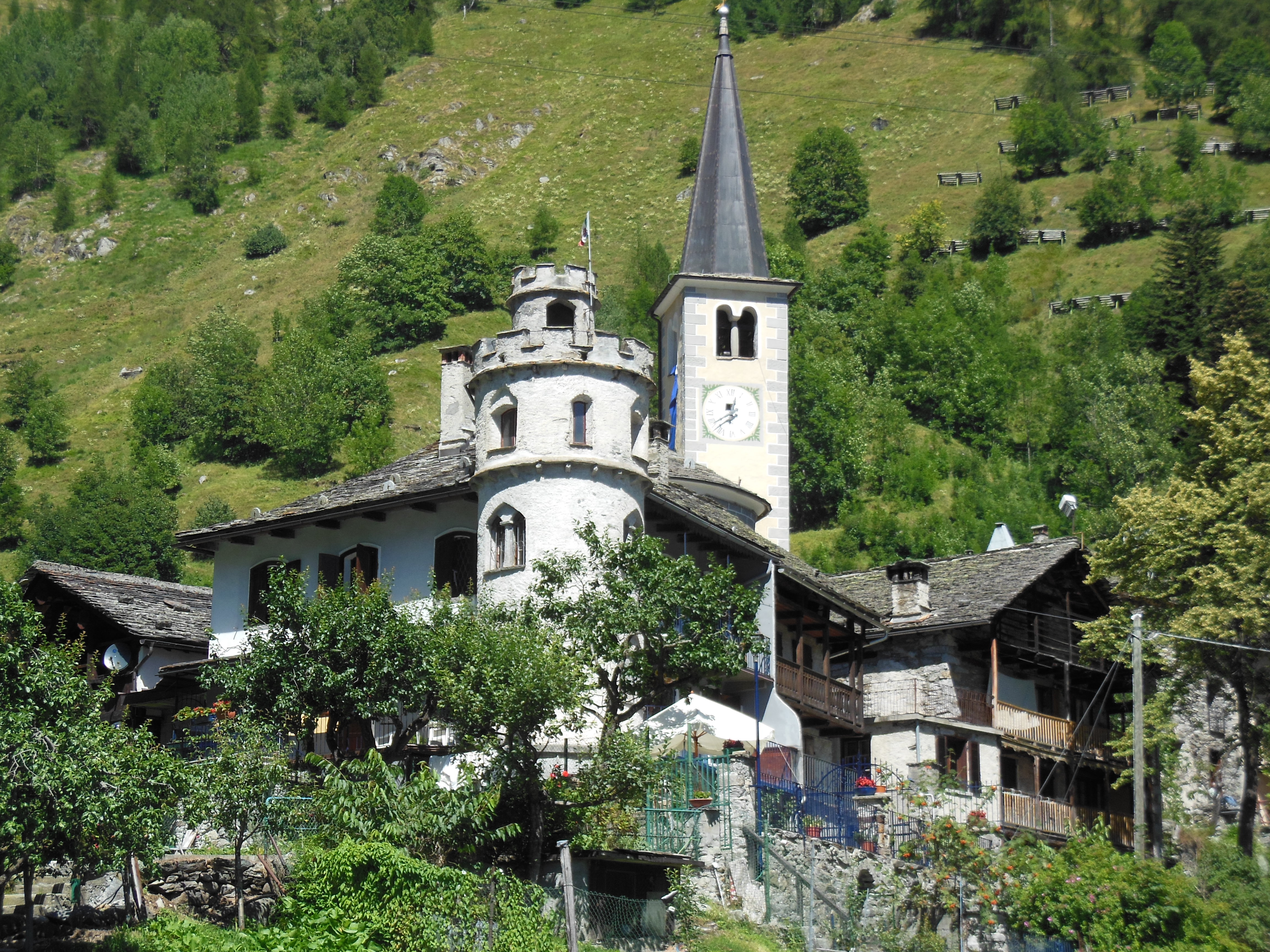
Campanile e casa con torre
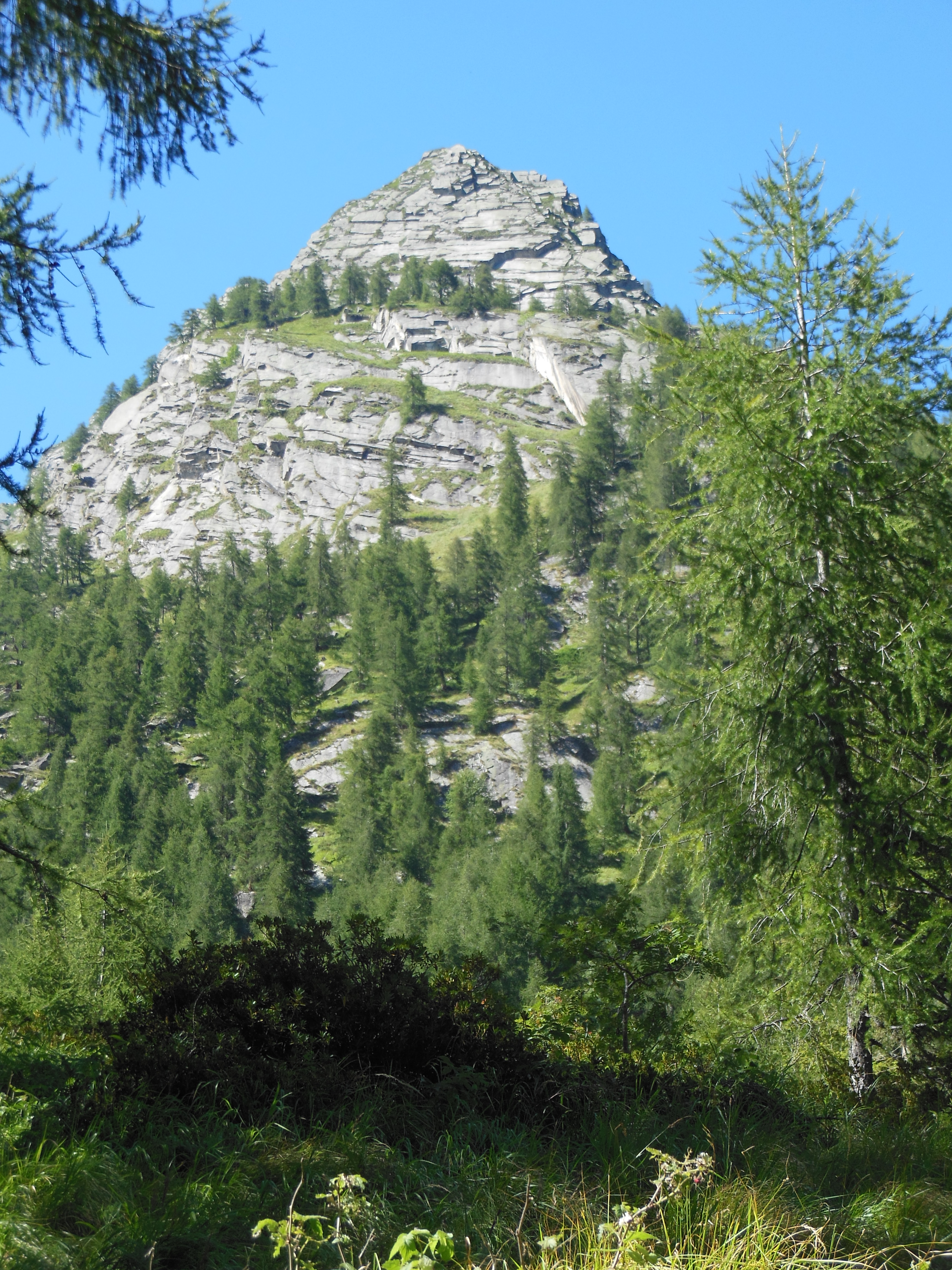
Il Cengio del Badile
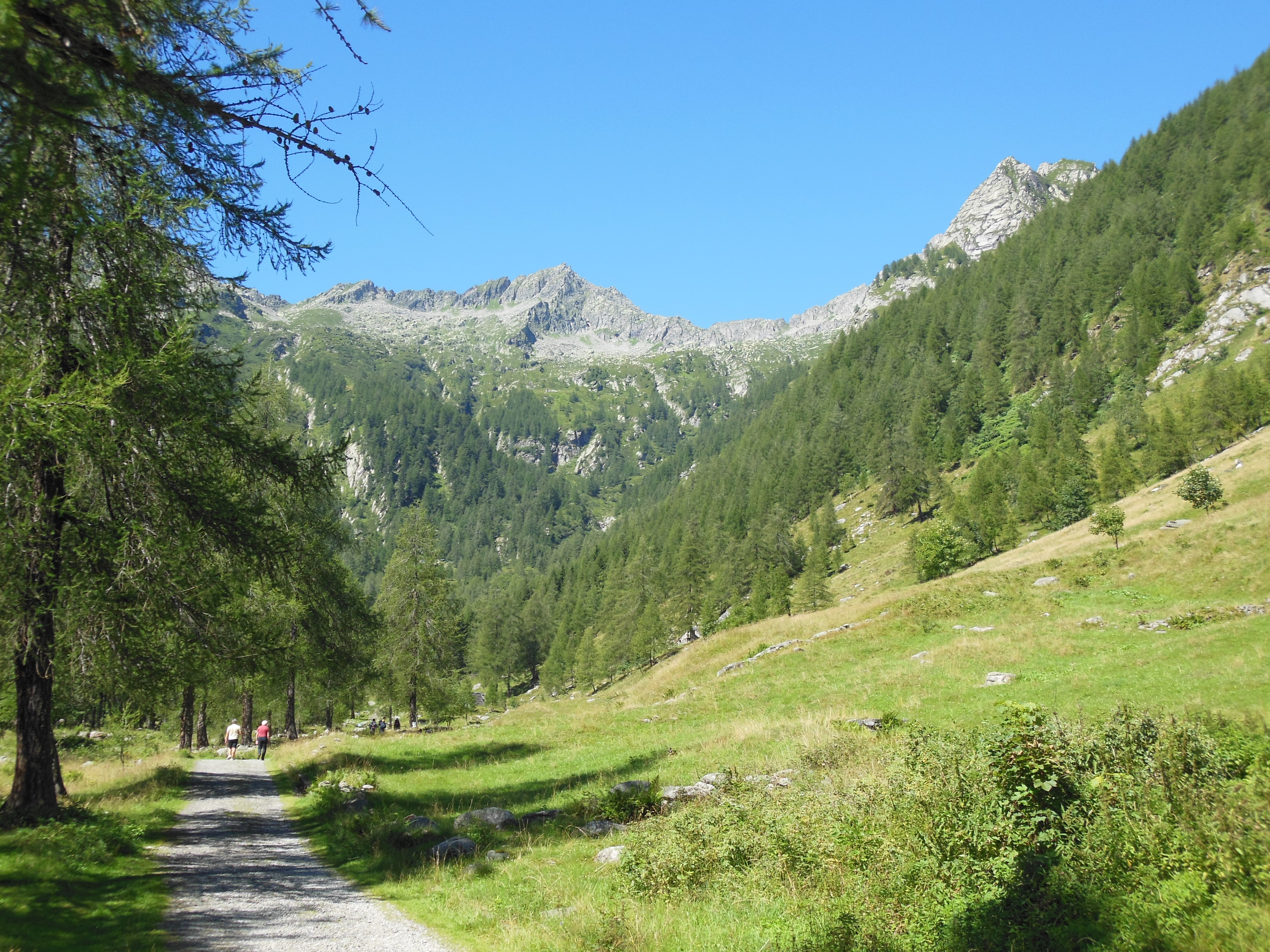
Sentiero verso il rifugio Massero
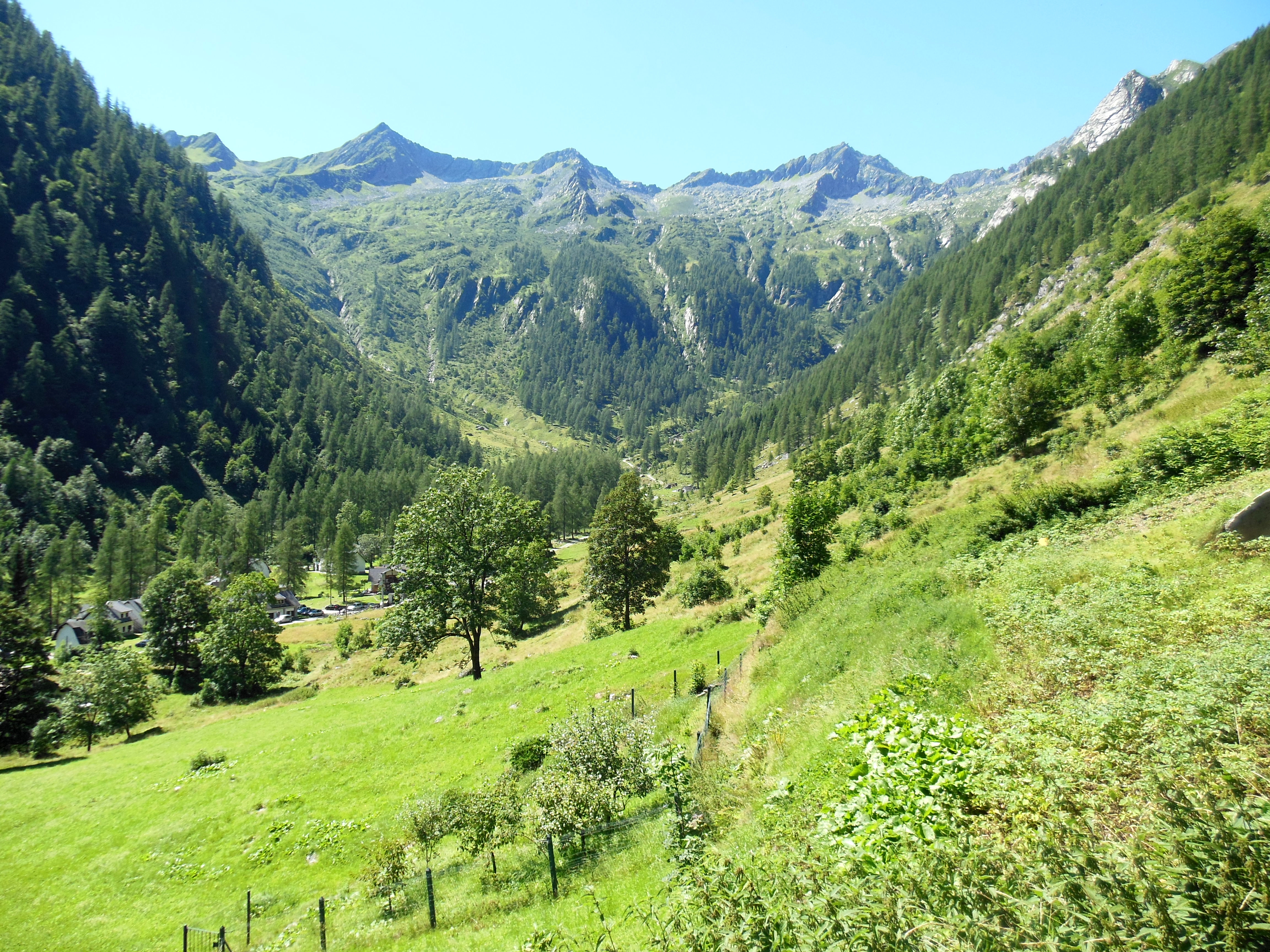
Valle di Carcoforo
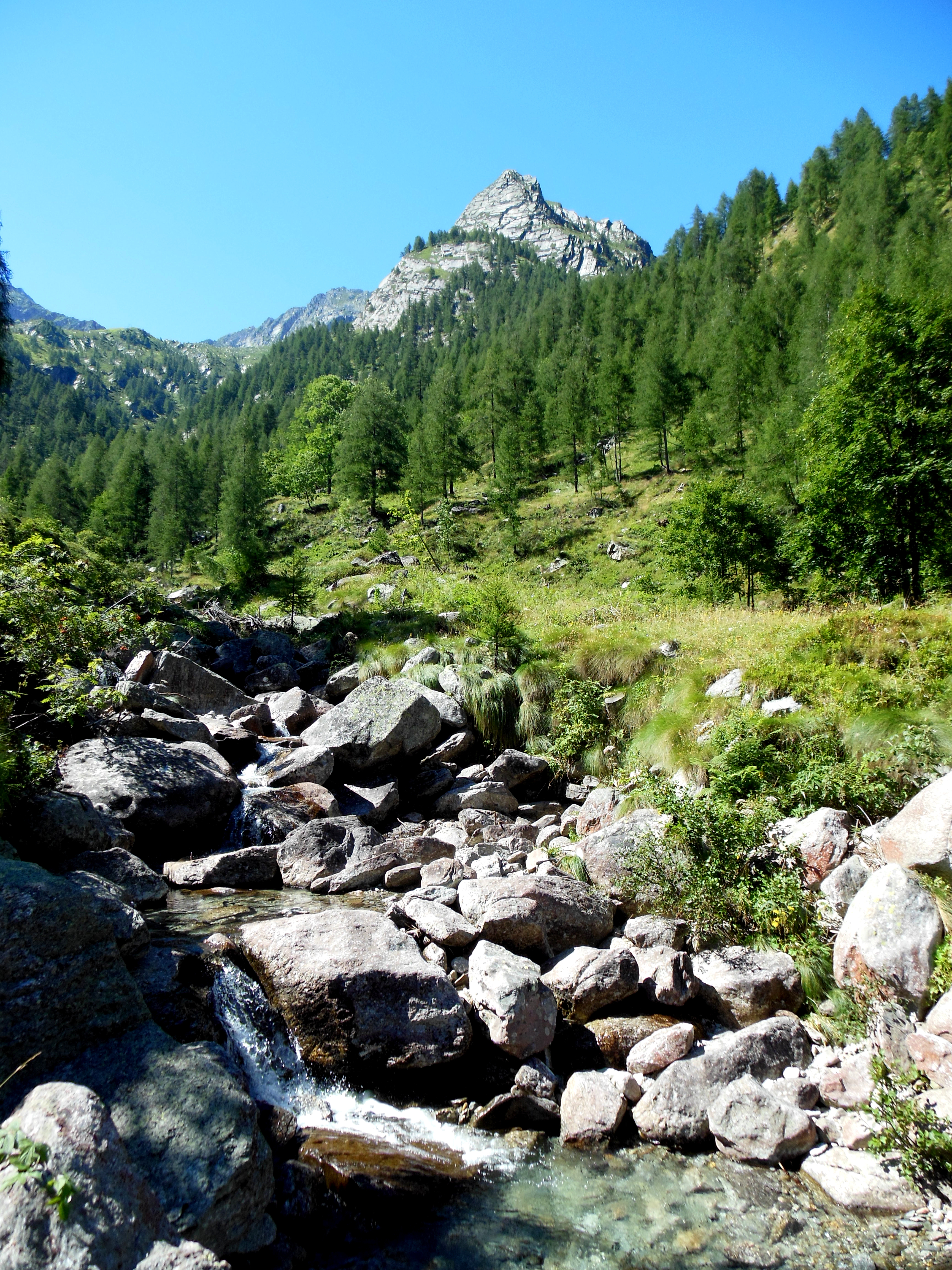
Torrente Egua